# 廣福道

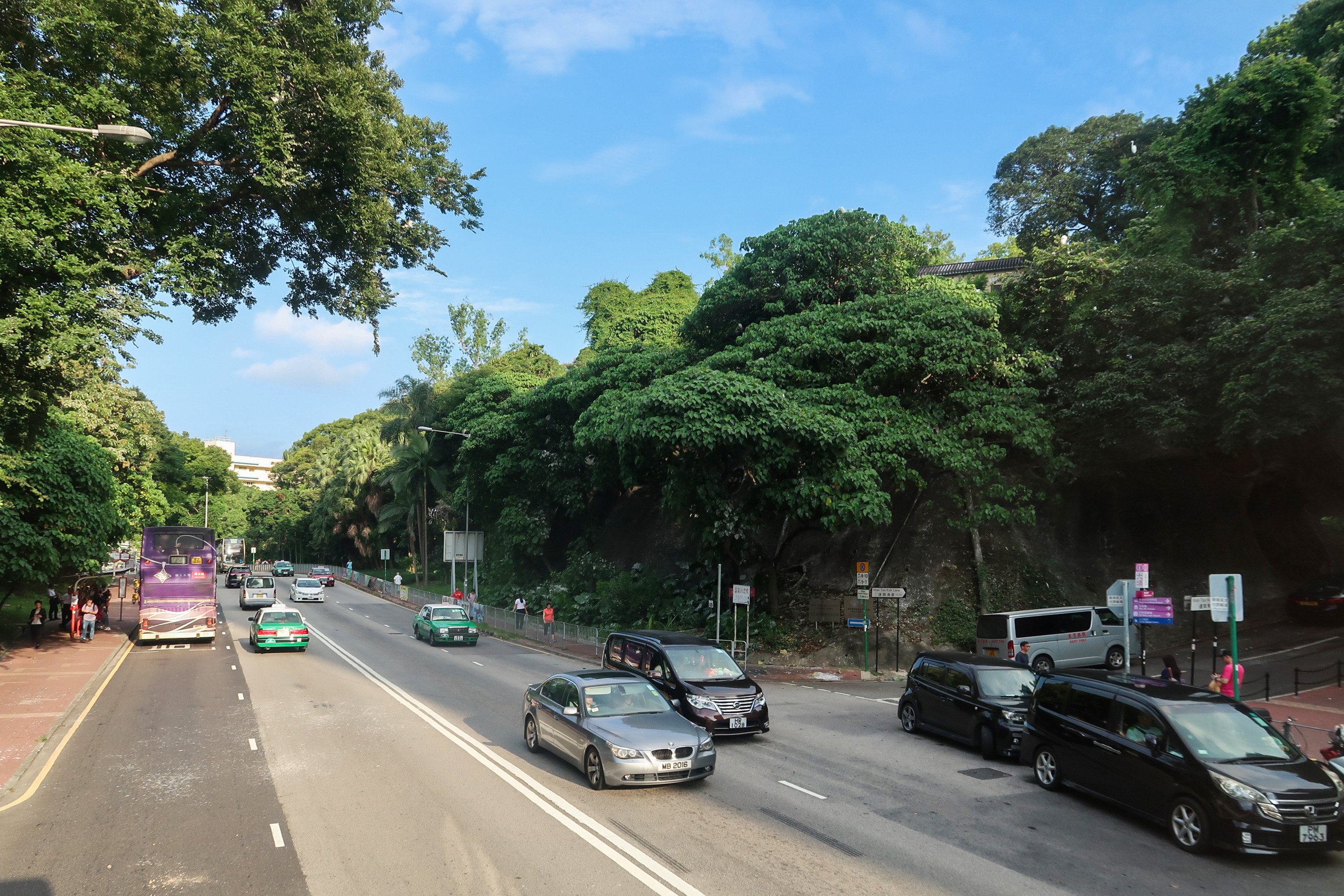
廣福道近運頭角里為大埔鷺鳥林，屬全港第二大

廣福道（英語：Kwong Fuk Road）是香港新界大埔墟的主要道路，東接大埔公路元洲仔段，西接北盛街及跨越林村河的廣福橋，而林村河對岸近大埔政府合署也有一小段掘頭路直入太和邨。
廣福道本來是大埔公路的一部份，西北連接大埔公路大窩段通往上水、粉嶺，東南連接大埔公路元洲仔段，為新界東的交通主幹道，後來被改為現稱。1980年代政府發展大埔新市鎮時，橫跨林村河的一段行車橋（廣福橋）被拆卸，政府另建寶鄉橋連接林村河兩岸，使廣福道分為兩部份。其後因興建太和邨，而使林村河以北之一段廣福道與大埔公路大窩段分隔開，成為一條掘頭路。
廣福邨並非位於廣福道一帶，而是位於其東北面的寶湖道東面盡頭。
廣福道近運頭角里為鷺鳥家園，屬於具特殊科學價值地點（SSSI），屬全港第二大鷺鳥林，香港觀鳥會曾發現約有151個巢，其中約有58個屬夜鷺，亦有小白鷺、大白鷺在該區築巢。2017年6月，康文署在該處強行剪樹，令棲身樹上的幼鷺鳥從高處墮下傷亡。

## 交通意外
2021年8月22日，一輛的士剷上安全島，造成2死8傷，傷者包括一名懷孕五個月的孕婦及一名四歲小童。涉事的士司機原被控一項危險駕駛導致他人死亡罪名，不過到2022年3月14日控方修改控罪，新增兩項誤殺罪及4項危險駕駛引致他人身體受嚴重傷害罪，2024年2月22日法官在高等法院判刑時指本案令人惋惜、不安和震驚，判入獄8年兼終身停牌。

## 圖片庫

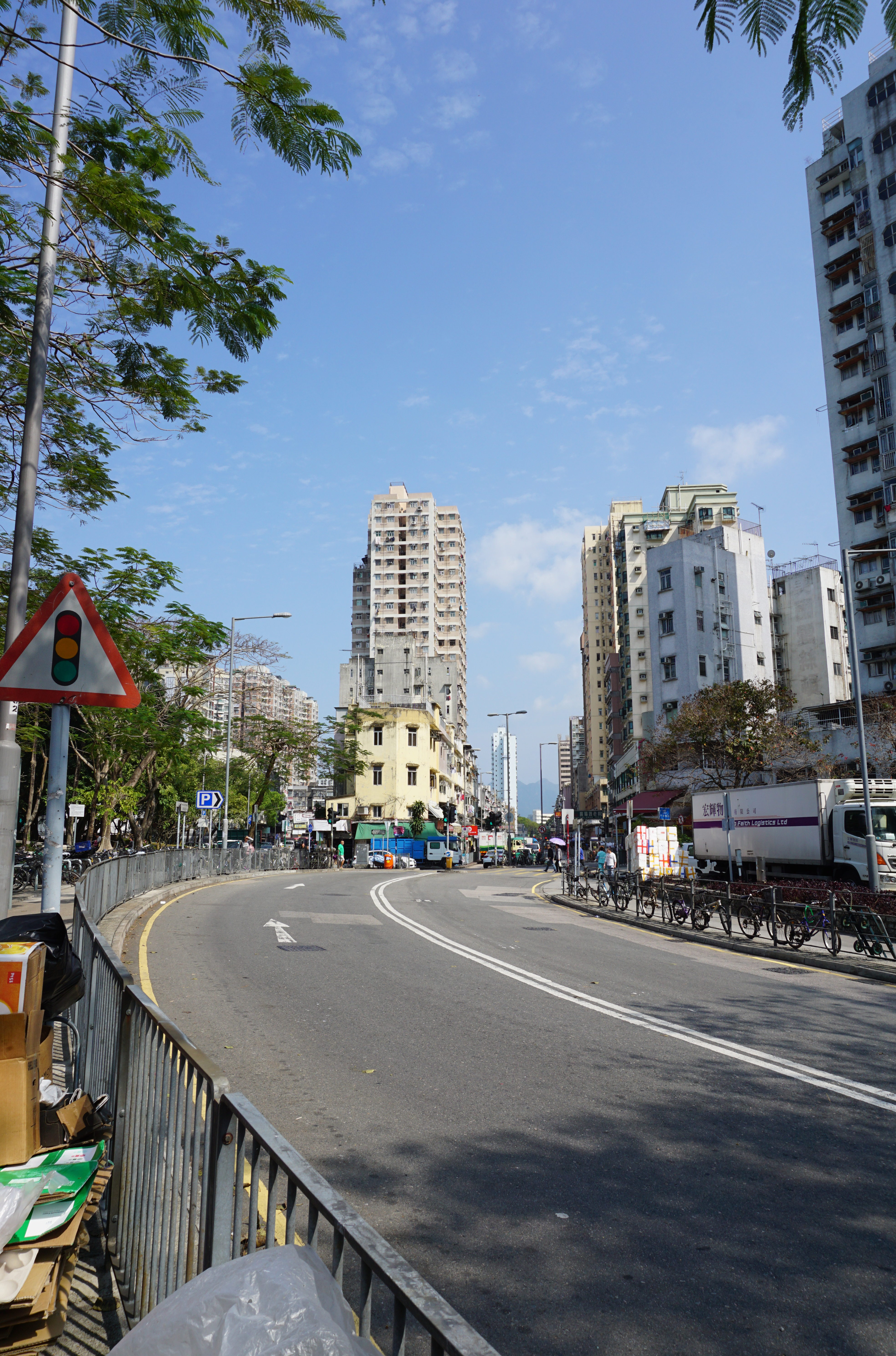
廣福道西端
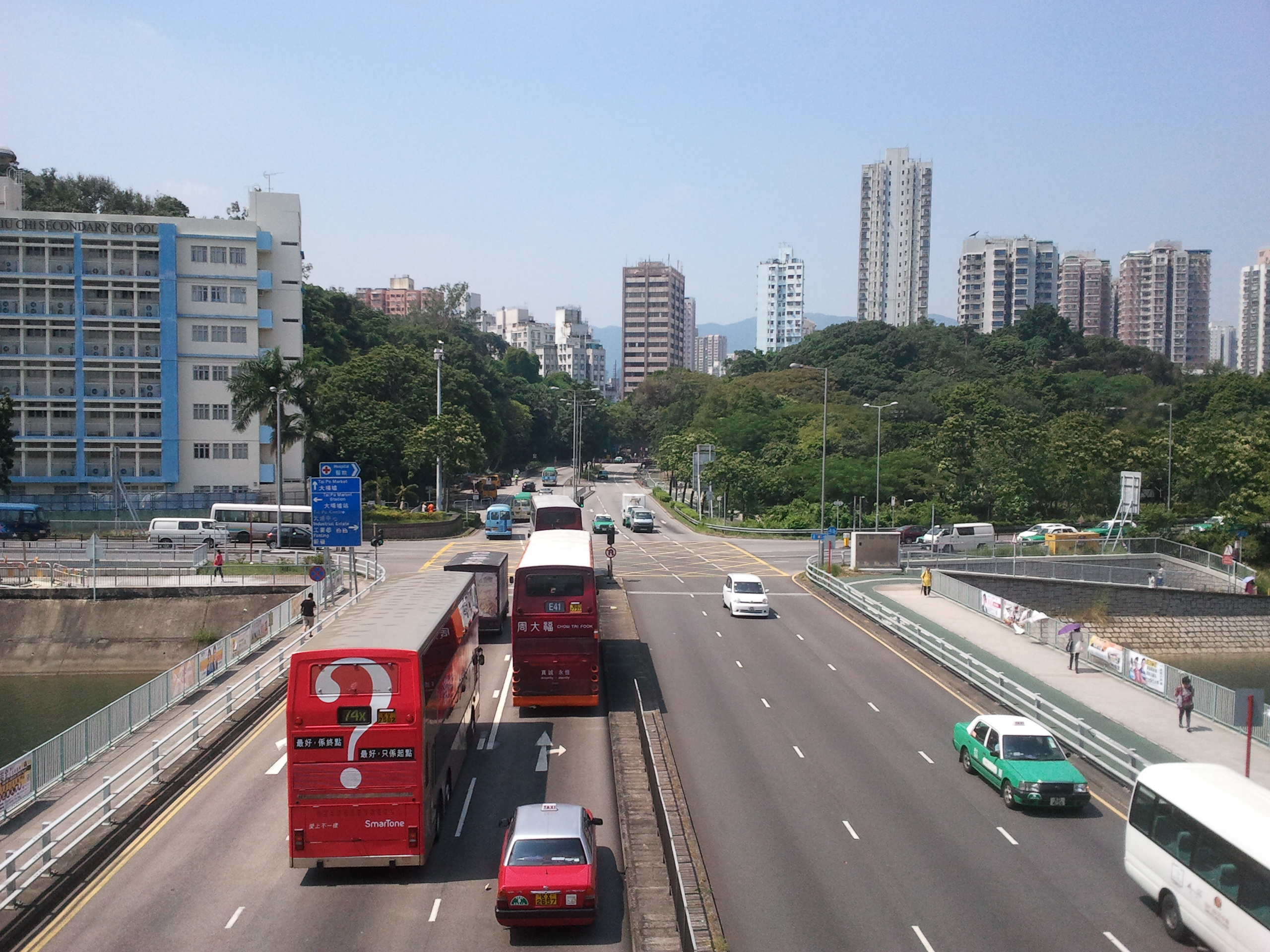
廣福道東端與南運路交界
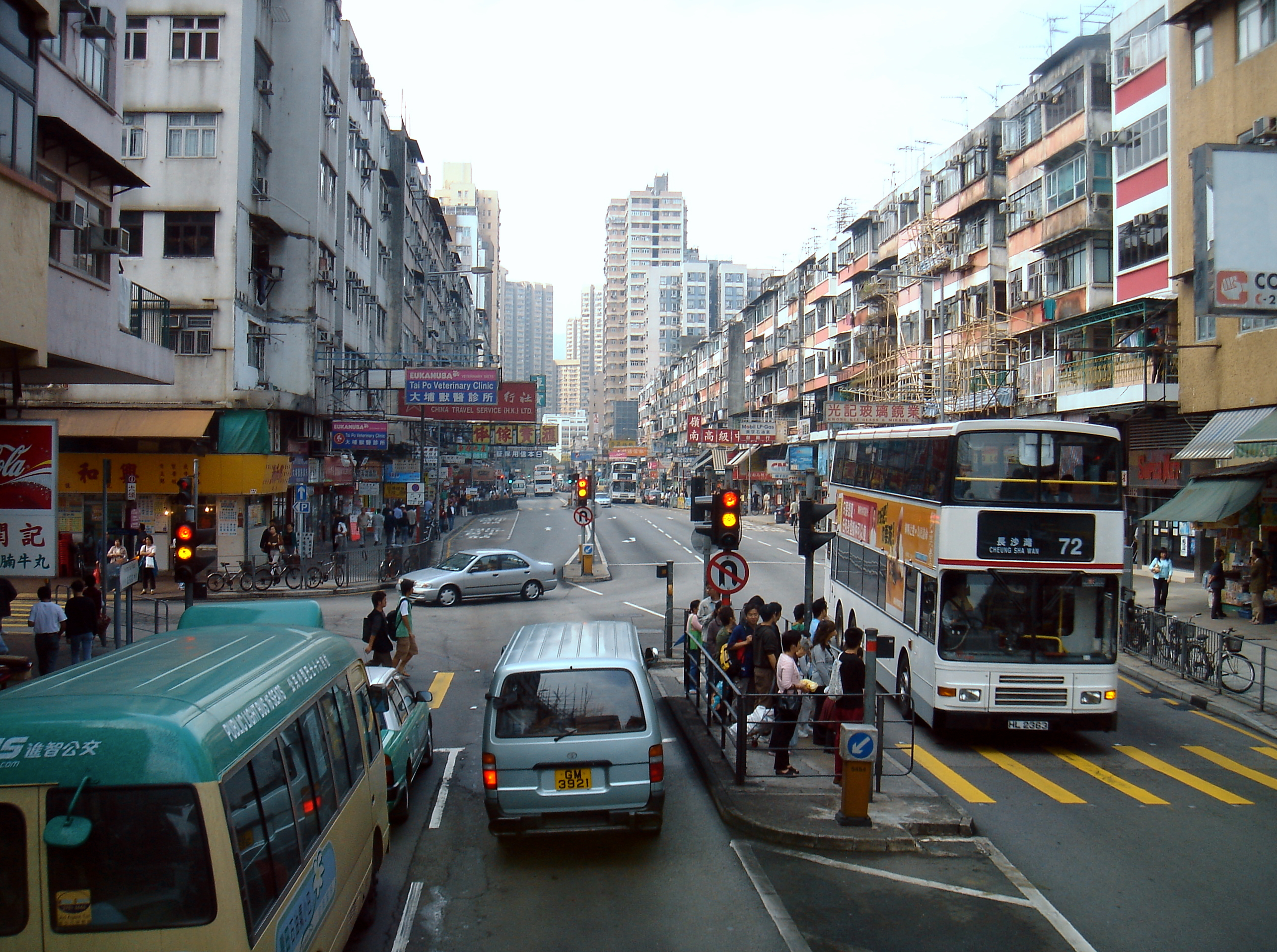
廣福道近運頭街（2005年）
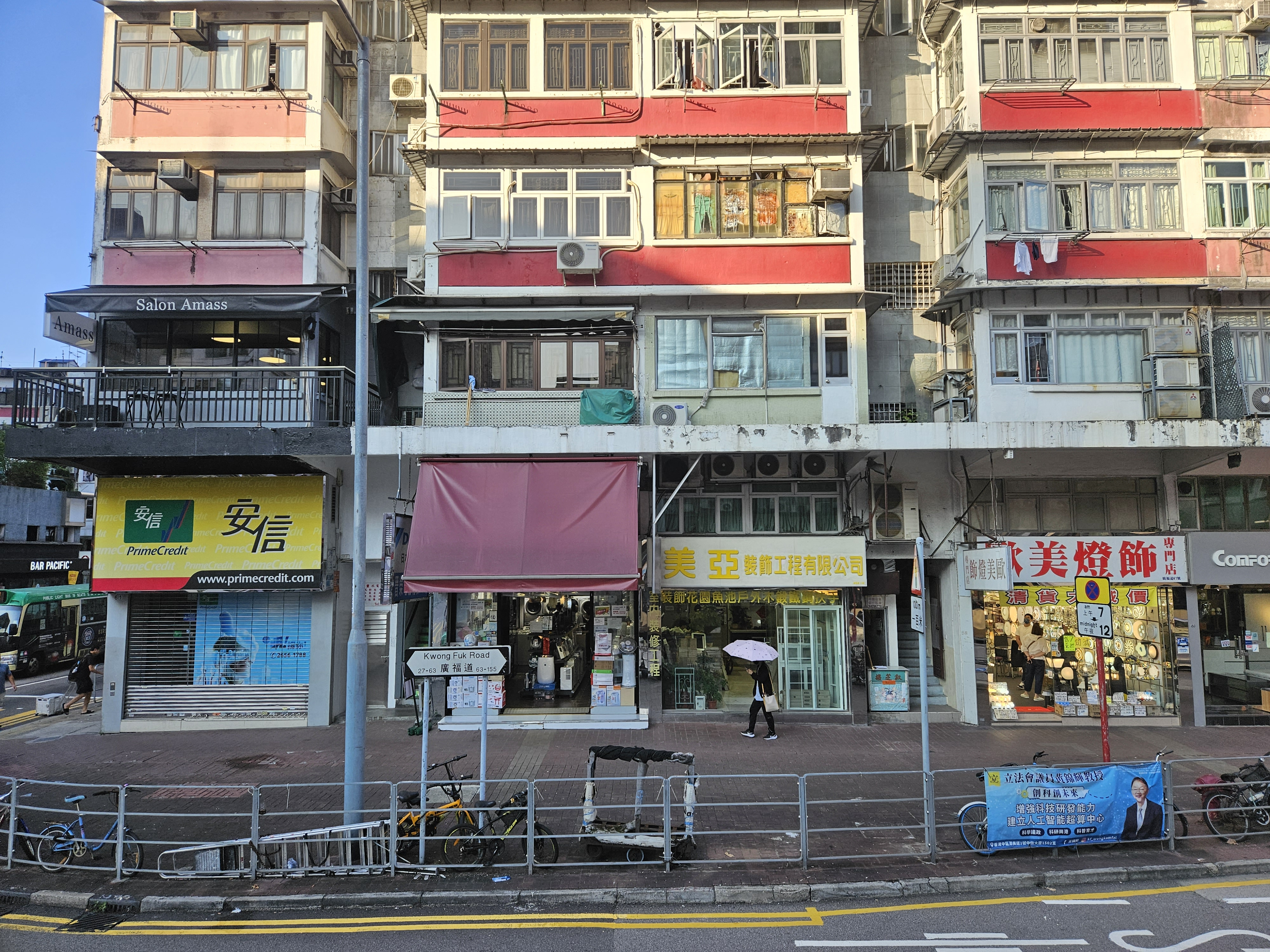
廣福道61-67號

## 著名地點
- 六鄉新村
- 大埔墟四里
- 廣福球場
- 廣福橋
- 大埔政府合署
- 太和邨
- 王肇枝中學

## 交匯道路
- 大埔公路
- 南運路
- 運頭角里
- 東昌街
- 運頭街
- 寶鄉街
- 安富道
- 靖遠街
- 北盛街
- 普益街